# Conchita Montes
Conchita Montes, nome d'arte di Maria de la Conception Caro (Madrid, 13 marzo 1914 – Madrid, 18 ottobre 1994), è stata un'attrice e giornalista spagnola.

## Biografia
Nata a Madrid nel 1914, dopo la Facoltà di legge, inizia a lavorare come giornalista e traduttrice di opere letterarie americane. Dopo lo scoppio della guerra civile in Spagna entra nelle file dell'esercito franchista come addetta stampa della Falange e qui incontra l'uomo della sua vita: Edgar Neville, pittore, regista e scrittore spagnolo anche lui di fede franchista.
Nel 1939 scrivono insieme il soggetto e la sceneggiatura di Carmen fra i rossi, pellicola che sarà realizzata in coproduzione con l'Italia e girata a Cinecittà in doppia versione, prodotta dalla Bassoli di Roma. Dopo questo film che ebbe un discreto successo, sarà la protagonista di Sancta Maria del 1941 accanto ad Amedeo Nazzari.
Nel 1942 torna in Spagna e sempre diretta da Neville girerà altri film. Nel 1947 scrive la sceneggiatura di Voragine che sarà interpretato da Fosco Giachetti e María Denis.
Muore a Madrid nel 1994.

## Filmografia
- Carmen fra i rossi, regia di Edgar Neville (1939) – anche sceneggiatura
- Sancta Maria, regia di Edgar Neville (1941)
- Voragine, regia di Edgar Neville (1947) – anche sceneggiatura
- 55 giorni a Pechino, regia di Nicholas Ray (1963)
- Diabolica malizia, regia di Andrea Bianchi (1975)
- La escopeta nacional, regia di Luis García Berlanga (1978)
- Testimone azzurro (Testigo azul), regia di Francisco Rodríguez Fernández (1988)
- Il tempo di Neville, regia di Javier Castro Pedro Carvajal (1991)